# Dan Mindel
Daniel "Dan" Mindel (sinh ngày 27 tháng 5 năm 1958) là một nhà quay phim người Mỹ gốc Nam Phi. Anh được biết đến với việc hợp tác trong các dự án điện ảnh cùng với các nhà đạo diễn Ridley Scott, Tony Scott và J. J. Abrams.

## Sự nghiệp
Mindel tốt nghiệp chuyên ngành điện ảnh ở cả Úc và Anh. Anh bắt đầu sự nghiệp dưới vai trò trợ lý quay phim trong tác phẩm The Emerald Forest (1985) của John Boorman. Sau đó anh chuyển tới Mỹ và thực hiện các phim quảng cáo cho Ridley Scott và Tony Scott và nhiều đạo diễn khác.
Suốt những năm 1990, Mindel làm việc dưới vai trò vận hành máy quay hoặc nhiếp ảnh cho các tác phẩm do Tony Scott hoặc Ridley Scott đạo diễn như Thelma & Louise và Crimson Tide. Đạo diễn J. J. Abrams đã chọn Mindel làm đạo diễn hình ảnh cho phim điện ảnh Nhiệm vụ bất khả thi III (2006). Mindel sau đó tiếp tục được làm việc với Abrams trong tác phẩm Star Trek (2009) và phần phim tiếp nối, Star Trek: Chìm trong bóng tối. Anh sau đó cũng trở thành nhà quay phim cho tác phẩm điện ảnh ăn khách nhất năm 2015, Star Wars: Thần lực thức tỉnh.

## Danh sách phim
| Năm  | Tựa đề                                             | Ghi chú               |
| ---- | -------------------------------------------------- | --------------------- |
| 1996 | Recon                                              | Phim ngắn             |
| 1998 | Enemy of the State                                 |                       |
| 2000 | Trưa Thượng Hải                                    |                       |
| 2000 | Sand                                               | Với John Skotchdopole |
| 2001 | Spy Game                                           |                       |
| 2003 | Stuck on You                                       |                       |
| 2005 | Domino                                             |                       |
| 2005 | The Skeleton Key                                   |                       |
| 2006 | Nhiệm vụ bất khả thi 3                             |                       |
| 2009 | Star Trek                                          |                       |
| 2012 | John Carter                                        |                       |
| 2012 | Những kẻ man rợ                                    |                       |
| 2013 | Star Trek: Chìm trong bóng tối                     |                       |
| 2014 | Người Nhện siêu đẳng 2: Sự trỗi dậy của Người Điện |                       |
| 2015 | Star Wars: Thần lực thức tỉnh                      |                       |
| 2016 | Trai đẹp lên sàn                                   |                       |
| 2017 | The Cloverfield Paradox                            |                       |
| 2018 | Pacific Rim: Trỗi dậy                              |                       |